# جرج استیونسن
جورج استیونسن (به انگلیسی: George Stephenson) (زاده ۹ ژوئن ۱۷۸۱ – درگذشته ۱۲ اوت ۱۸۴۸) یک مهندس مکانیک انگلیسی و مخترع خط آهن می‌باشد.
وی از نیروی بخار در حرکت لکوموتیو استفاده کرد و این وسیله نقلیه معتبر را به وجود آورد، وی از راه‌های گوناگون از جمله کارگری معدن، رانندگی و گاوچرانی و شاگرد شوفری مخارج زندگی خود را تأمین می‌کرد و مدت ۱۵ سال برای اختراع لوکوموتیو زحمت کشید و سرانجام این غول آهنی را به حرکت درآورد. چنانچه جورج استیفنسن در بخش یک کان زغال‌سنگ واقع در شمال انگلیس به دنیا نمی‌آمد، شاید هرگز به فکر اختراع لوکوموتیو و قطار راه آهن نمی‌افتاد؛ زیرا او بخاطر اینکه زغال‌سنگ به راحتی از معدن زغال‌سنگ بایک وسیله راحت نقل مکان شود، به فکر اختراع لوکوموتیو و بعد هم واگن راه آهن افتاد.

## زندگی‌نامه

### دوران کودکی
در سال ۱۷۸۱ در نزدیکی شهر نیوکاسل در انگلستان به دنیا آمد. پدر جورج، یعنی رابرت استیفنسن مرد فقیری بود و در معدن زغال‌سنگ کار می‌کرد و با درآمد اندکی که می‌گرفت از خود، همسرش و چهار فرزند نگهداری می‌کرد. استیفنسن برای اینکه از بار پدر کم کند، مجبور شد از همان کودکی مشغول کار شود.

### دوران نوجوانی و تحصیل

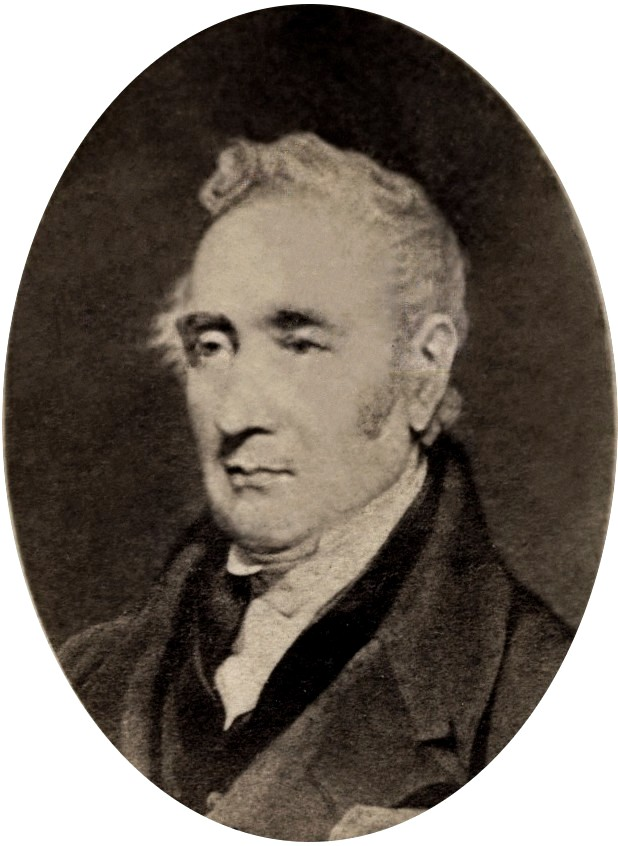
جورج استیفنسن

جورج استیفنسن تا سن ۱۷ سالگی سواد نداشت. برای اینکه در کار خود پیشرفت کند تازه در ۱۷ سالگی شروع به تحصیل نمود. کتاب و وسائل دیگر تحصیل را او با تعمید کفش کارگران معدن زغال‌سنگ تأمین کرد.

### زندگی خصوصی
جورج پس از کار و تلاش بسیار زمانیکه موفق شد به اندازه ۱ پوند پس‌انداز کند، حس کرد می‌تواند ازدواج کند؛ در نتیجه او با فانی هندرس دختر یک زارع ازدواج کرد، ولی چندی بعد همسرش فوت کرد. پس از فوت فانی هندرس، جورج با زنی دیگر به نام الیزابت هیدمارش که ۲۰ سال قبل خاطرخواهش شده بود ولی بعلت فقر درخواست ازدواج او رد شده بود را به همسری برگزید.

### درگذشت
استیفنسن که خیلی فقیر بود، دیگر مرد ثروتمندی شده بود؛ بطوریکه که وقتی در سال ۱۸۴۸ در سن ۶۷ سالگی درگذشت مبلغی حدود۴/۰۰۰/۰۰۰ پوند از خود باقی گذاشت

## ساختن لکوموتیو

### انگیزه ساختن لکوموتیو

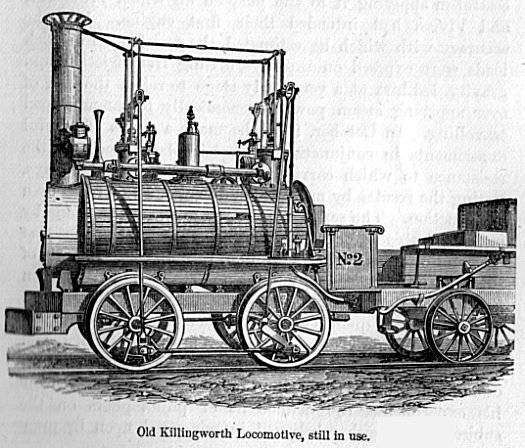

بنظر می‌رسد که از آن به بعد جورج استیفنسن به زندگی ساده کارگری خود ادامه داده و بدنبال کار دیگری نرفته تا زمانی اتفاقی رخ داد که باعث شد او به‌طور جدی به فکر ساختن لوکوموتیو افتد. جریان از این بود که زغال‌سنگ به سختی از معدن حمل و نقل می‌شد. حال چنان‌که کسی یک وسیله نقلیه خوب برای حمل و نقل زغال‌سنگ اختراع می‌کرد، پول خوبی گیرش می‌آمد، این بود که جورج به فکر اختراع لوکوموتیو افتاد.

### آغاز ساخت لکوموتیو
قبل از جورج یک مرد فرانسوی لوکوموتیوی بر اساس ماشین بخار جیمز وات ساخته بود که متأسفانه در موقع بکار انداختن آن منفجر شد یک مرد اسکاتلندی دیگر به نام ریشارکرووی نیک هم لوکوموتیوی ساخت ولی چون از او حمایت نشد اختراع خود را تکمیل نکرد، استیفنسن از تجارب پیشینیان استفاده کرد و سعی کرد لوکوموتیو خود را بسازد.

### اتمام ساخت لکوموتیو
جورج روز ۲۷ سپتامبر ۱۸۲۵ نخستین قطار را از استوکتون تا دارلینگتون به راه انداخت، قطاری که حامل ۶ واگن پر از زغال‌سنگ، آرد و ۶۰۰ تن مسافر بود، به وسیلهٔ استیفنسن از دیدگان هزاران نفر عبور کرد.

### ساخت خط راه آهن
بعد از موفقیت استیفنسن، یک خط راه آهن بین لیورپول و منچستر ساخت و ار آن به بعد به سرعت راه آهن‌های دیگر ساخته شد؛ بطوریکه به زودی کشیدن راه آهن، عالمگیر شد.